# یواس‌اس کیووا (آی‌دی-۱۸۴۲)
یواس‌اس کیووا (آی‌دی-۱۸۴۲) (به انگلیسی: USS Kiowa (ID-1842)) یک کشتی بود که طول آن ۲۶۱ فوت ۹ اینچ (۷۹٫۷۸ متر) بود. این کشتی در سال ۱۹۱۷ ساخته شد.